# Andes similis
Andes similis är en insektsart som beskrevs av Synave 1953. Andes similis ingår i släktet Andes och familjen kilstritar. Inga underarter finns listade i Catalogue of Life.